# الهه راستگو
الهه راستگو (زادهٔ ۱۳۴۱) فعال سیاسی اهل ایران است. او از ۱۳۹۲ تا ۱۳۹۶ عضو چهارمین دوره شورای اسلامی شهر تهران بود. او پیش از این از ۱۳۷۵ تا ۱۳۷۹ نمایندهٔ حوزهٔ انتخابیهٔ ملایر در دورهٔ پنجم مجلس شورای اسلامی نیز بوده‌است.
وی در انتخابات چهارمین دوره شورای شهر تهران در لیست ائتلاف اصلاح‌طلبان قرار داشت و به چهارمین دوره شورای شهر تهران (دوره ۱۳۹۲ تا ۱۳۹۶) راه یافت. راستگو در اولین جلسه شورای شهر، همراه با هادی ساعی به عنوان عضو هیئت رئیسه شورای شهر تهران (منشی) انتخاب شد و در دو سال اول شورای شهر چهارم تهران در این سمت بود. راستگو در دوره چهارم در جریان رای او به نفع انتخاب محمدباقر قالیباف به شهرداری تهران موضع سیاسی جناحی خود را تغییر داد و به اصولگرایان متمایل شد. او در انتخابات دوره پنجم شورای تهران (۱۳۹۶) در فهرست اصول‌گرایان قرار گرفت و به شورا راه نیافت.

## زندگی
الهه راستگو در ۱۳۴۱ در ملایر به دنیا آمد. او پس از اخذ مدرک کارشناسی مدیریت و برنامه‌ریزی آموزشی از دانشگاه علامه طباطبایی، به استخدام آموزش و پرورش درآمد. او هنگام خدمت در آموزش و پرورش، به تحصیلات خود ادامه داد و موفق به دریافت مدرک کارشناسی ارشد در رشته‌ مدیریت آموزشی از دانشگاه علامه طباطبایی و مدیریت استراتژیک از دانشگاه صنایع و معادن شد.

## انتخاب شهردار تهران در شهریور ۱۳۹۲
در جریان انتخاب شهردار تهران در آغاز فعالیت دوره چهارم شورای شهر تهران در ۱۷ شهریور ۱۳۹۲ که محسن هاشمی رفسنجانی و محمدباقر قالیباف کاندیدا بودند، تک‌رأی الهه راستگو باعث شد تا تعادل آرای شورای شهر به نفع قالیباف عوض شود. در دور اول رأی‌گیری، راستگو رأی ممتنع به صندوق انداخته بود که دو نامزد مساوی شدند. وی در دور دوم رأی‌گیری به محمدباقر قالیباف رأی داد و این رأی، در شهردار شدن قالیباف تعیین‌کننده شد، این عمل وی باعث خشم اصلاح طلبان شد. این در حالی بود که راستگو در جریان انتخابات شورای شهر در لیست اصلاح‌طلبان قرار داشت و محسن هاشمی رفسنجانی، گزینه اصلاح‌طلبان برای شهرداری تهران بود و راستگو نیز پیش از انتخاب شهردار در مصاحبه‌ای با خبرگزاری نوید صبح، برنامه محسن هاشمی را برنامه قابل قبول دانسته بود. الهه راستگو روز بعد در مصاحبه‌ای با خبرگزاری فارس بدون کتمان ادعا و در جهت آگاهی افکار عمومی اعلام کرد که به قالیباف رأی داده‌است.
دفاعیات وی درحالی صورت گرفت که محسن هاشمی در گفتگو با مجله آسمان، ضمن رد مواضع راستگو، عنوان داشت که:
راستگو به من قول داده بود.. همین برادر و خواهر (اشاره به دنیا مالی و راستگو)، در جلسه‌ای هم قسم شده بودند که از رای اکثریت پیروی کنند.
راستگو چند روز پیش از انتخاب شهردار تهران در دفتر نوید صبح که اخبار شورای شهر تهران را به صورت اختصاصی پوشش می‌داد حاضر شد و اظهار داشت که فقط به محسن هاشمی رای می‌دهد.
شورای مرکزی حزب اسلامی کار در جلسه‌ای، موضوع را برای بررسی به شورای داوری این حزب ارجاع داد. در این جلسه مطرح شد که رأی‌دادن به قالیباف جرم نیست، اما خانم راستگو در جلسات هماهنگی اصلاح‌طلبان از تصمیمش در رأی به محسن هاشمی سخن گفته ولی در عمل به محمد باقر قالیباف رای داده‌است که این اقدام باید پیگیری شود. الهه راستگو طی مصاحبه با خبرگزاری فارس اعلام کرده بود وام‌دار هیچ حزب و گروهی نیست و وام‌دار مردم است. دیگر عضو شورای شهر، در جلسه ۱۹ شهریور شورای شهر، الهه راستگو را به نفاق، خیانت، جاسوسی و سوگند دروغین متهم کرد. در مقابل راستگو این ادعا را که سوگند خورده بود به محسن هاشمی رأی دهد را به شدت تکذیب کرد. وی گفت خود را اصلاح‌طلب می‌داند، منتهی بر پایه یک سری اصول اصلاح‌طلبی، به معنای اصلاح امور جامعه و حرکت از وضع موجود به وضع مطلوب. او با اشاره به سوابق خود در مجلس و مجمع تشخیص مصلحت نظام بیان داشت که عدالت و منافع مردم را بر منافع شخصی و سیاسی ترجیح می‌دهد.

### اخراج از حزب اسلامی کار
پس از تشکیل جلسه شورای مرکزی حزب اسلامی کار در روز ۱۸ شهریور ۱۳۹۲، جلسه شورای اداری این حزب تشکیل و در آن تصمیم گرفته شد که الهه راستگو از این حزب اخراج شود. راستگو با وجودی که می‌توانست در این جلسه حضور یافته و از خود دفاع کند از این کار خودداری کرد. نهایتاً در روز ۲۰ شهریور ۱۳۹۲ بیانیه اخراج الهه راستگو از سوی حزب اسلامی کار منتشر گردید؛ در متن این بیانیه آمده بود: «لازم به توضیح است که در شورای داوری رأی نامبرده در جریان انتخاب شهردار تهران هرچند که برخلاف عرف و رویه کار تشکیلاتی و حزبی بود، ولی جزو موارد اتهامی قرار نگرفت، بلکه تخطی وی از ارزش‌های اسلامی و اخلاقی منجر به صدور چنین رأیی دربارهٔ ایشان گردید. در هر حزبی اعم از اصلاح‌طلب یا اصولگرا نیز رعایت روش‌های اخلاقی و تشکیلاتی جزو الزامات اولیه است. به‌خصوص آنکه در بین اصلاح‌طلبان فرد دیگری (دنیامالی) نیز بوده که به کاندیدای رقیب رأی داده است اما در خصوص عدم رعایت موازین تشکیلاتی هم اکنون مورد اتهام قرار ندارد.». در تاریخ ۲۲ خرداد ماه ۱۳۹۳ احمد مسجد جامعی رئیس اصلاح طلب شورای چهارم رفتارهای برخی اصلاح‌طلبان با وی را اشتباه و غلط خواند.

### مواد ۲۲، ۲۳ و ۲۴ لایحه حمایت از خانواده
الهه راستگو، از نمایندگان ادوار مجلس و از مخالفان لایحه که برای رایزنی به بهارستان رفته بود، پس از بحث و گفتگو بیان داشت، نمایندگان مجلس «قول مساعد» داده‌اند تا به مواد مناقشه‌برانگیز این لایحه رای موافق ندهند.
اعتراض بیشتر مخالفان این طرح به مواد ۲۲، ۲۳ و ۲۴ این طرح است که طی آن موضوع ازدواج مجدد و ازدواج موقت مورد توجه قرار گرفته‌است.
ماده ۲۲ این لایحه ثبت ازدواج موقت را در صورت باردار شدن زن الزامی دانسته و در سایر موارد، ثبت آن را به توافق میان زوجین واگذار کرده‌است.
ماده ۲۳ این لایحه هم به مردان اجازه می‌دهد در صورت توانایی مالی که مورد تأیید دادگاه باشد و به شرط اجرای عدالت میان همسران، با مجوز دادگاه همسران جدیدی اختیار کنند. بنا به قانون فعلی ایران، مرد تنها در صورتی می‌تواند مجدداً ازدواج کند که اجازه همسر اول را داشته باشد.
ماده ۲۴ این لایحه نیز که مربوط به تعیین میزان مهریه «متعارف» است از جمله موارد اعتراض مخالفان این لایحه است. شایان ذکر است که لوایح مورد مناقشه در نهایت رای نیاوردند.

## انتخابات شورای شهر تهران
راستگو در دوره چهارم در جریان رای او به نفع انتخاب قالیباف برای شهرداری تهران موضع سیاسی جناحی خود را تغییر داده و به اصولگرایان متمایل شده بود.

وی در انتخابات پنجمین دورهٔ شورای اسلامی شهر تهران (۱۳۹۶) به دنبال تغییر موضع سیاسی جناحی خود، در لیست داوطلبان اصولگرایان قرار گرفت. و به عضویت شورای شهر تهران انتخاب نشد. و به‌عنوان نفر ۲۷ عضو علی‌البدل قرار گرفت.

## پیشینه اجرایی
- عضو شورای شهر تهران (معاون اداری و اجرایی)
- رئیس کمیته مشارکتهای مردمی شورای شهر تهران
- رئیس ستاد ساماندهی سمن‌ها شورای شهر تهران
- عضو شورای مدیریت شهری دبیرخانه مجمع تشخیص مصلحت نظام
- مشاور دبیر مجمع تشخیص مصلحت نظام
- عضو هیئت رئیسه شورای اسلامی شهر تهران- (شهریور ۹۲ تا شهریور ۹۴)
- نماینده دوره پنجم مجلس شورای اسلامی

نایب رئیس کمیسیون امور اداری و استخدامی

عضو هیئت رئیسه کمیسیون زنان، جوانان و خانواده

مدیر کل اشتغال زنان وزارت کار و امور اجتماعی سالهای ۸۱–۷۹

مشاور امور کارآفرینی و اشتغال وزارت کار و امور اجتماعی

مشاور امور بین‌الملل وزارت کار و امور اجتماعی

مدرس مرکز علمی کاربردی خانه کارگر

مدرس مرکز آموزش عالی فرهنگیان

مرکز نوسازی و تحول اداری وزارت کار و امور اجتماعی